# Тринити-колледж (Кембридж)
Три́нити-ко́лледж (англ. Trinity College, колледж Святой Троицы) — один из 31 колледжа Кембриджского университета. В этом колледже больше членов (если считать студентов и преподавателей вместе), чем в любом другом колледже Кембриджа или Оксфорда, но по числу студентов он несколько меньше, чем колледж Хомертон того же университета.
У колледжа весьма солидная репутация, многие члены британской королевской семьи являлись его выпускниками: король Эдуард VII, король Георг VI, Карл III и принц Генри, герцог Глостерский.
Тринити-колледж имеет очень сильные академические традиции, его выпускники и сотрудники получили 33 Нобелевских премии (из 118 премий, полученных всеми выпускниками и сотрудниками университета).
Среди его знаменитых выпускников — Фрэнсис Бэкон, Исаак Ньютон, лорд Байрон, Джон Мейсон Нил, Бертран Рассел и Владимир Набоков.

## История

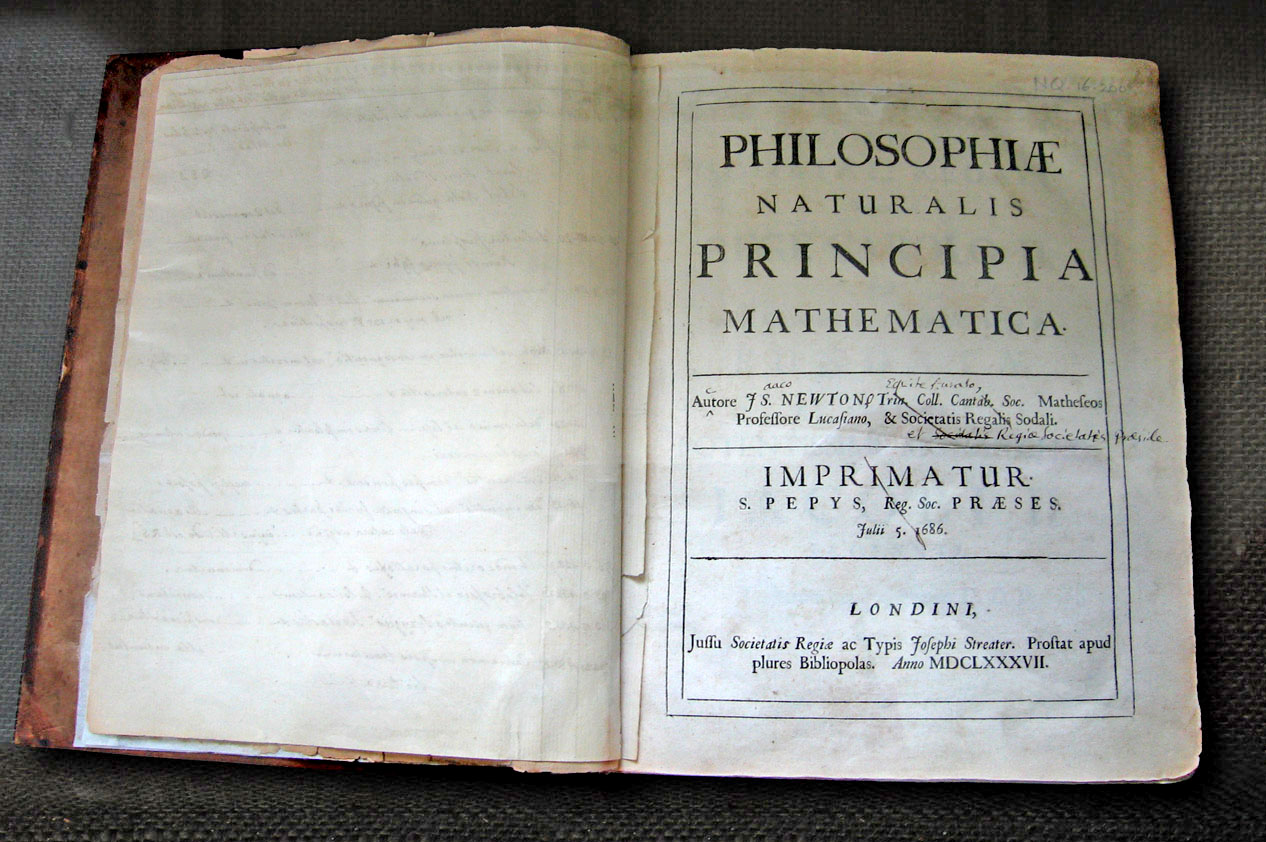
Копия книги Математические начала натуральной философии, с рукописными поправками Ньютона, в библиотеке Рена

Генрих VIII проводил секуляризацию церковных и монастырских земель. Оксфордский и Кембриджский университеты были тоже достаточно богатыми, чтобы стать объектами его преследований. Король провёл через парламент закон, позволявший ему конфисковать имущество любого колледжа.
Университет использовал свои контакты с шестой женой короля — Екатериной Парр. Королева убедила своего супруга не закрывать их, а создать новый колледж. Король повелел сформировать новый Тринити-колледж на основе нескольких старых колледжей и пансионов. Колледж был основан королём Генрихом VIII в 1546 году в результате слияния двух существовавших ранее колледжей — Майклхауса (основанного Херви де Стентоном в 1324 году), и Кингс-холла (созданного по указу короля Эдуарда II в 1317 году и преобразованного по распоряжению короля Эдуарда III в 1337 году).
Большинство крупных зданий колледжа датируются XVI и XVII веками. Томас Невил, ставший главой колледжа в 1593 году, существенно перестроил имевшиеся здания и построил новые. Среди прочего, он увеличил и закончил Большой двор, построил то, что сейчас называется Двором Невила между Большим двором и рекой Кам. Двор Невила был завершён в конце XVII века, когда по проекту знаменитого архитектора Кристофера Рена была построена Библиотека Рена.

## Здания и территории
- Королевский дом (англ. King’s Hostel) (1377—1416, различные архитекторы): расположен к северу от Большого двора, позади башни с часами. Наряду с царскими воротами это единственное оставшееся здание колледжа Кингс-холла.
- Великие ворота: Большие ворота главного входа в колледж, которые ведут в Большой Двор. Статуя основателя колледжа Генриха VIII расположена в нише над дверным проёмом[3].

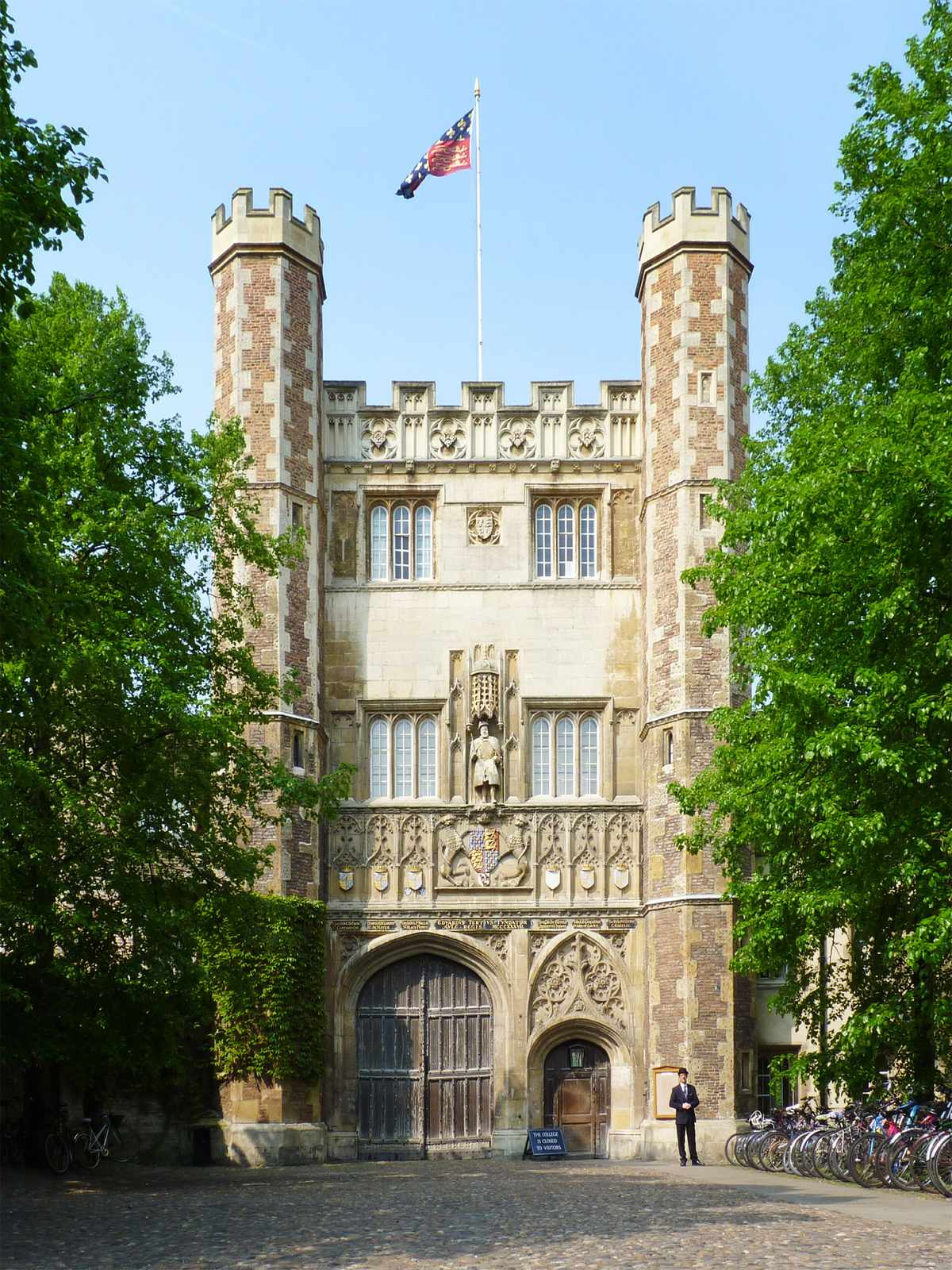
Парадный вход
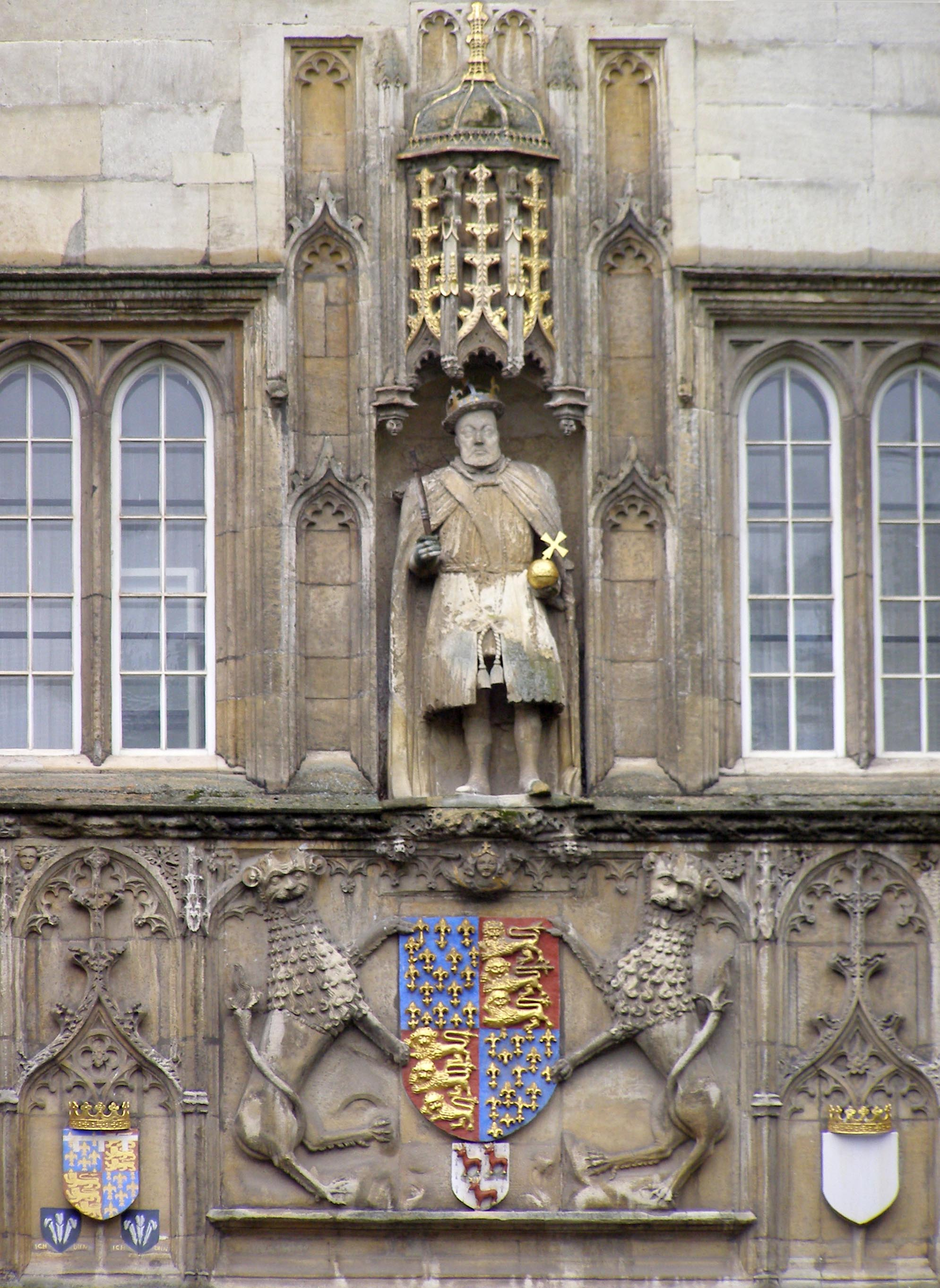
Статуя основателя колледжа Генриха VIII над Парадным входом
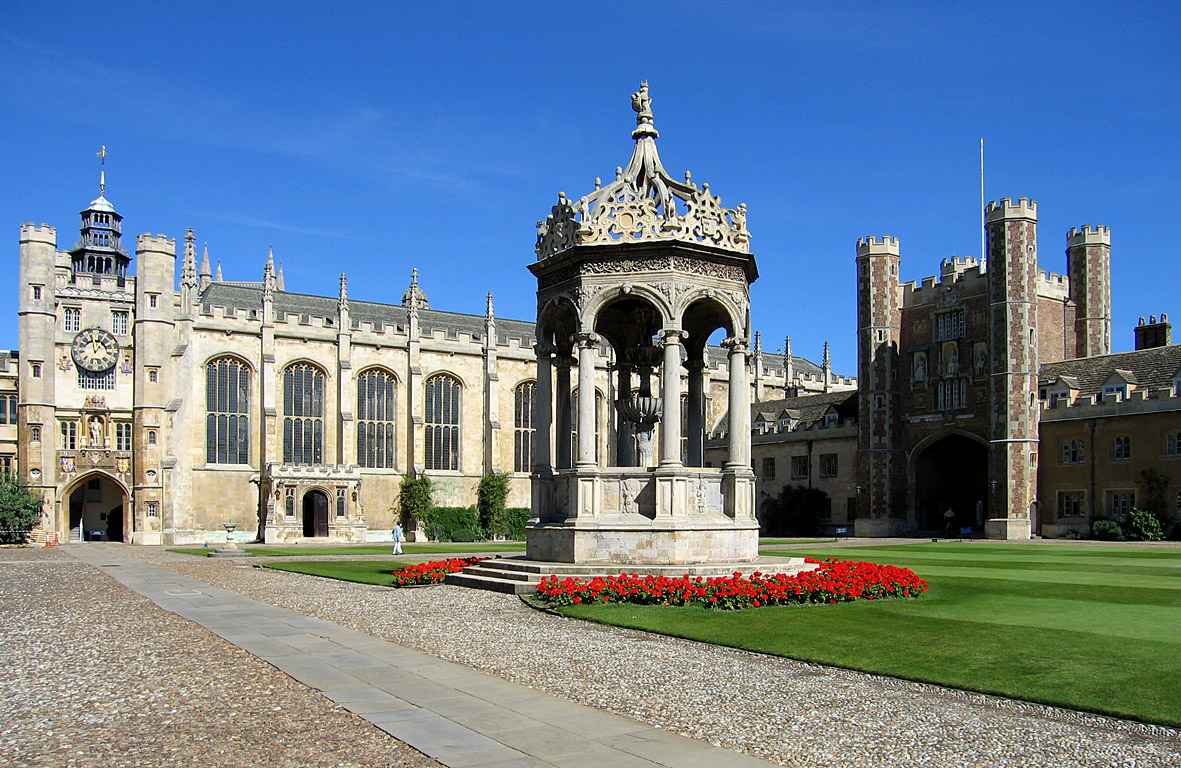
Большой двор с фонтаном
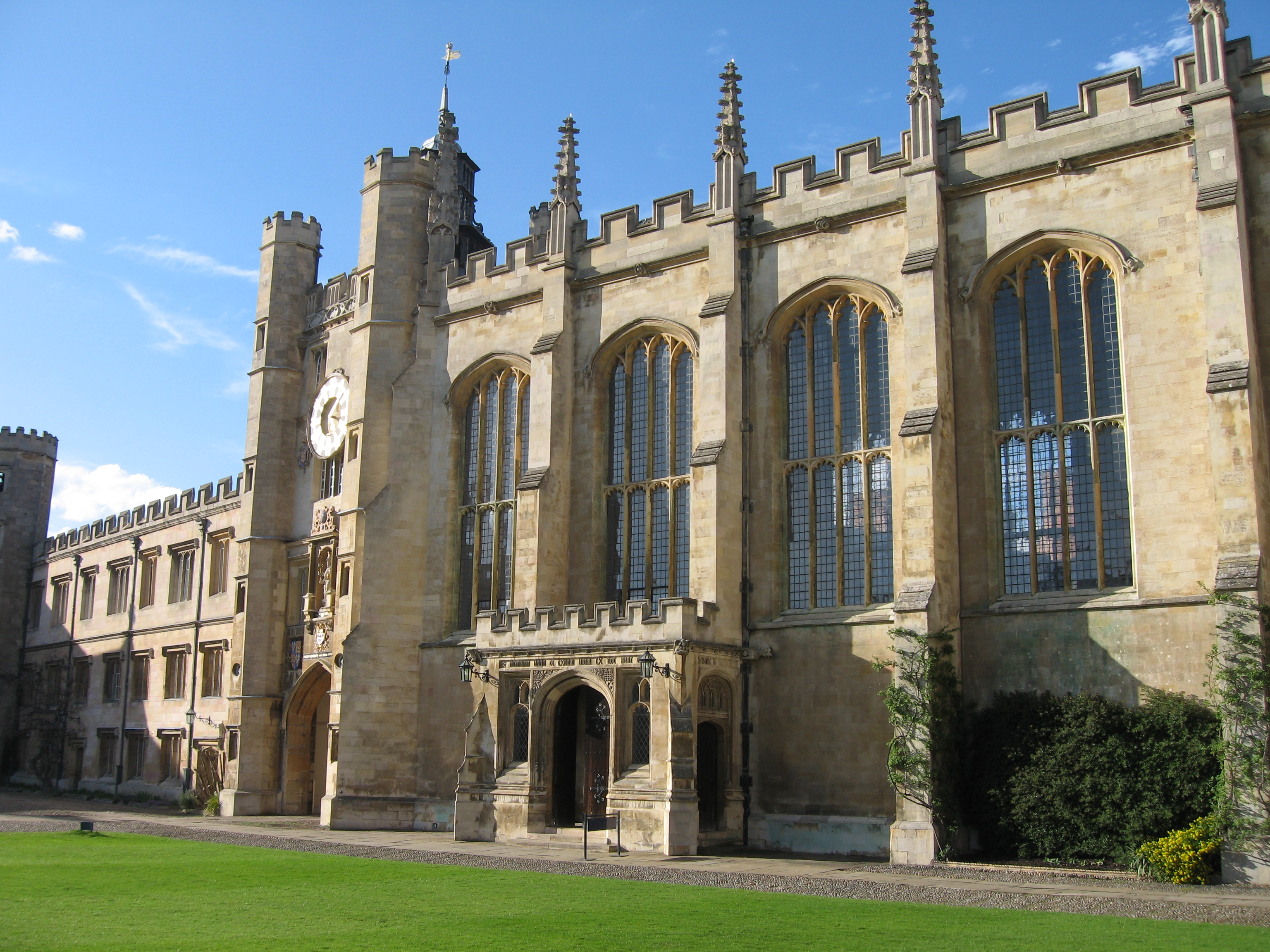
Капелла колледжа
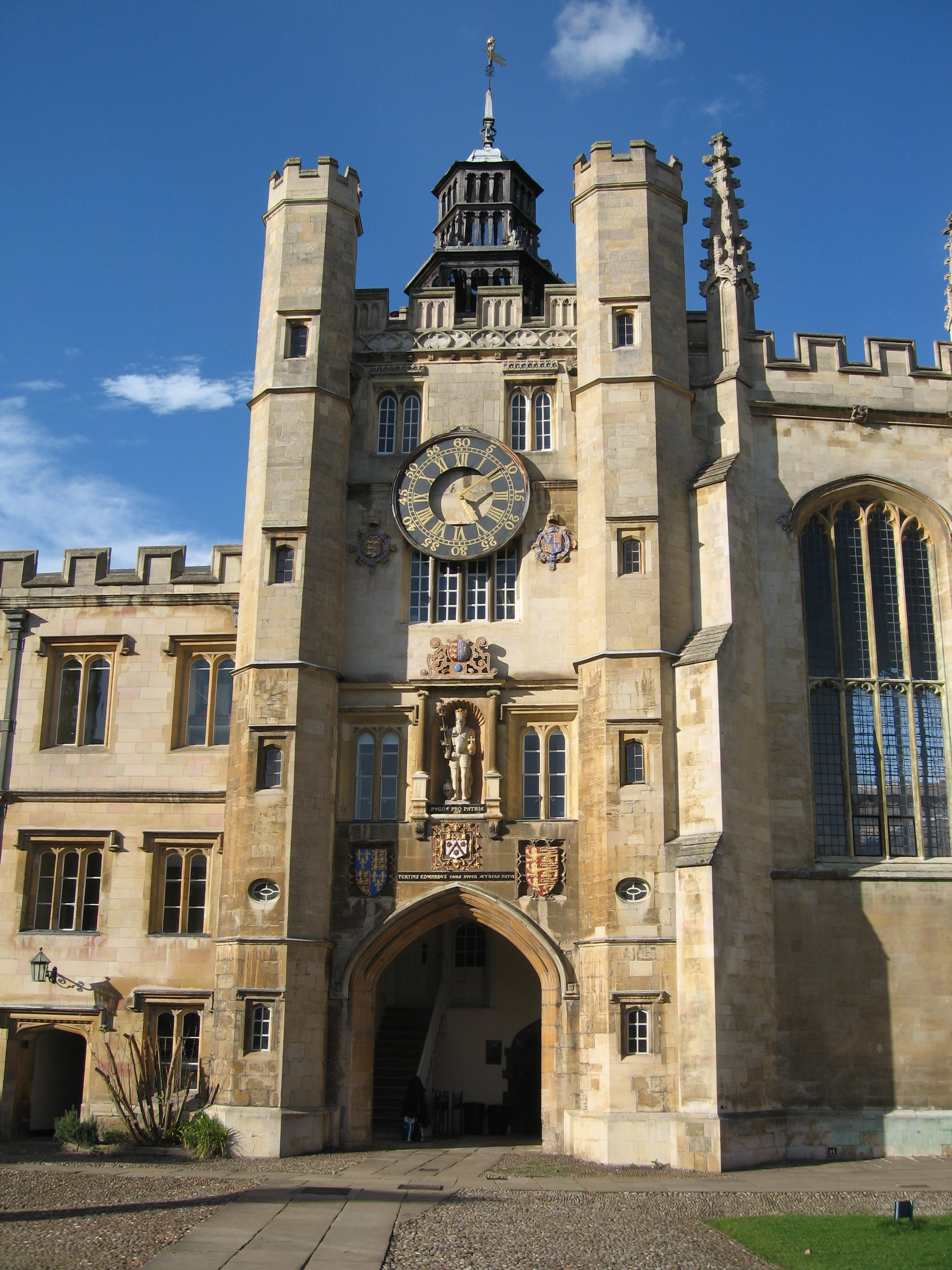
Башня с часами
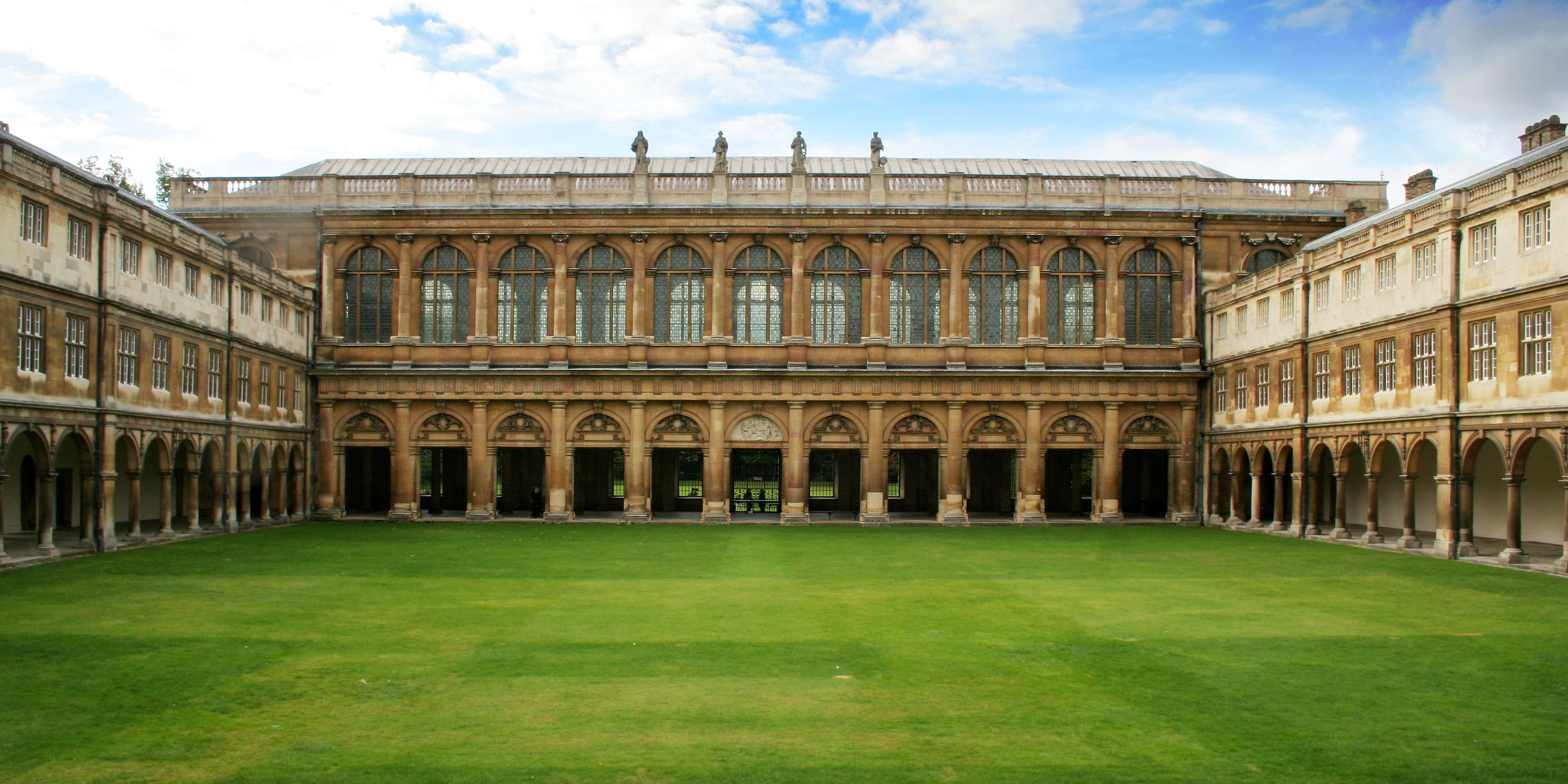
Библиотека Рена
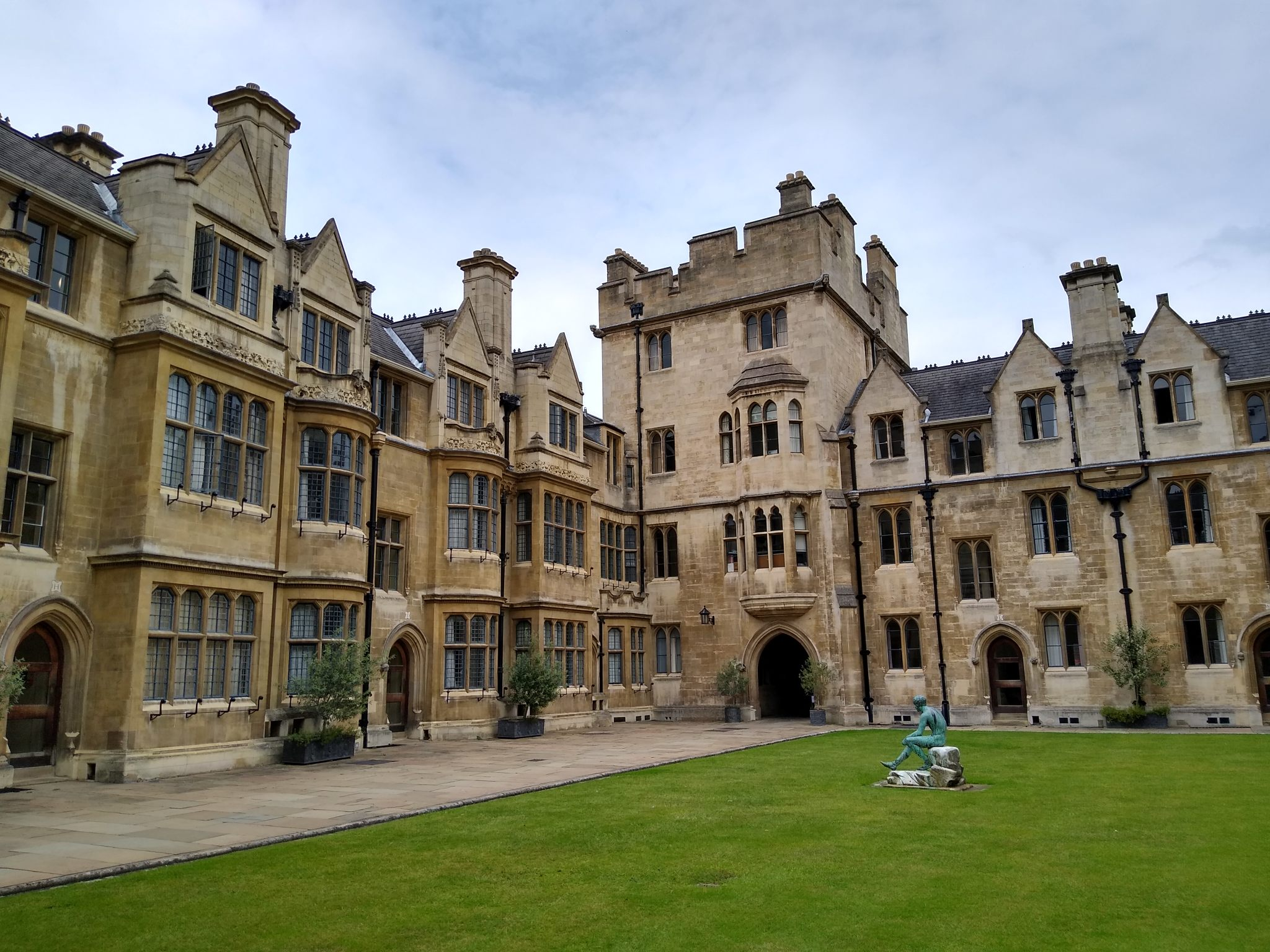
Одно из зданий колледжа
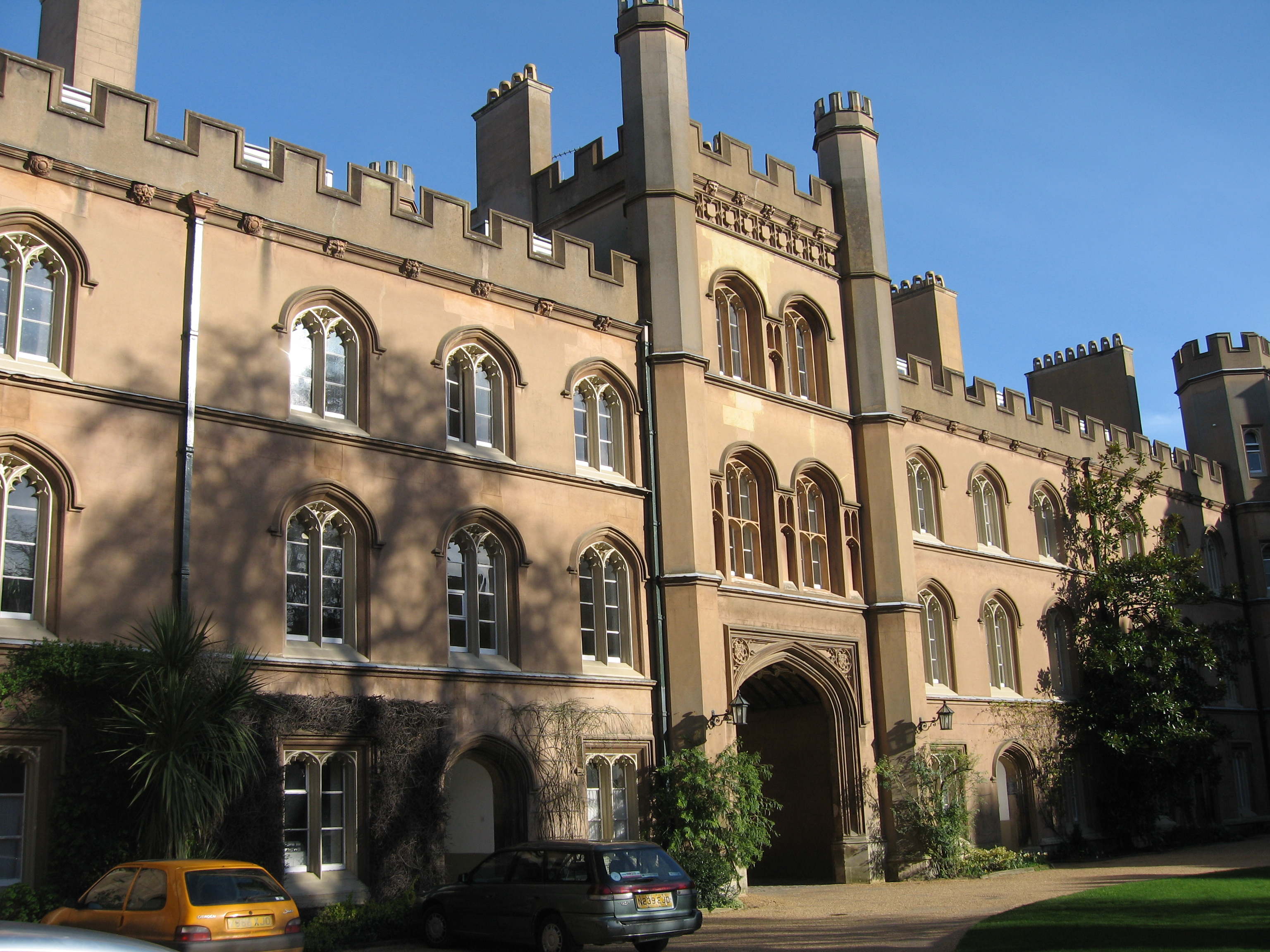
Одно из зданий колледжа

## Известные преподаватели и выпускники
- Исаак Ньютон
- Джурин, Джеймс
- Оболенский, Дмитрий Дмитриевич
- Чэллис, Джеймс
- Исаак Барроу
- Фрэнсис Коули Бернанд
- Людвиг Витгенштейн

### Выпускники
См также: Категория:Выпускники Тринити-колледжа (Кембридж)
- Джордж Гордон Байрон
- Донисторп, Вордсворт
- Джон Хобхаус, 1-й барон Бротон
- Бертран Рассел
- Харди, Годфри Харолд (1898)
- Сидней Уотерлоу (1900, 1905)
- Эдуард VII
- Владимир Набоков (1922)
- Эрик Гарольд Невилл
- Фрэнк Робертс (1930)
- Оболенский, Дмитрий Дмитриевич (1940)
- Натан Ротшильд
- Спенсер, Джордж (1778)
- Джордж Томас Стаунтон
- Эндрю Коэн
- Натаниэль Ли
- Хью Гавейс
- Ричард Глэйзбрук (1876)